# 3-mercaptopropan-1,2-diolo
Il 3-mercaptopropan-1,2-diolo, meglio noto come tioglicerolo, è un tiolo di formula HO-CH2-CH(OH)-CH2-SH. In condizioni standard appare come un liquido viscoso di colore giallo chiaro, igroscopico e dall'odore caratteristico, solubile in acqua, etanolo ed acetone ma immiscibile con dietiletere e benzene. L'atomo di carbonio in posizione 2 è un centro chirale, pertanto la molecola può esistere in due distinte forme enantiomeriche. Trova impiego in farmacologia per le sue proprietà antiossidanti.